# Badister dilatatus
Badister dilatatus es una especie de escarabajo de la familia Carabidae.

## Distribución geográfica
Se distribuye por el paleártico: Europa y la mitad occidental de Asia.